# Dawid Lande (architekt)

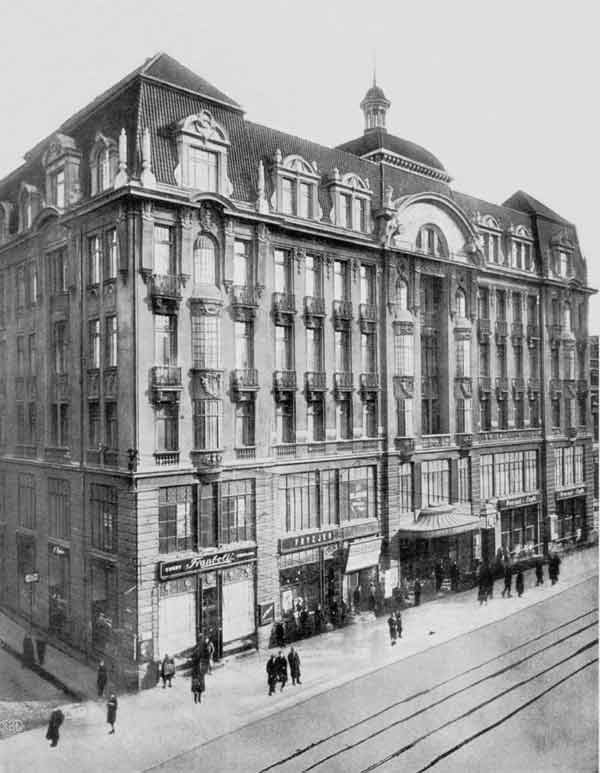
Fabryka Meyera – obecnie hotel Grand przy ulicy Piotrkowskiej 72 w Łodzi

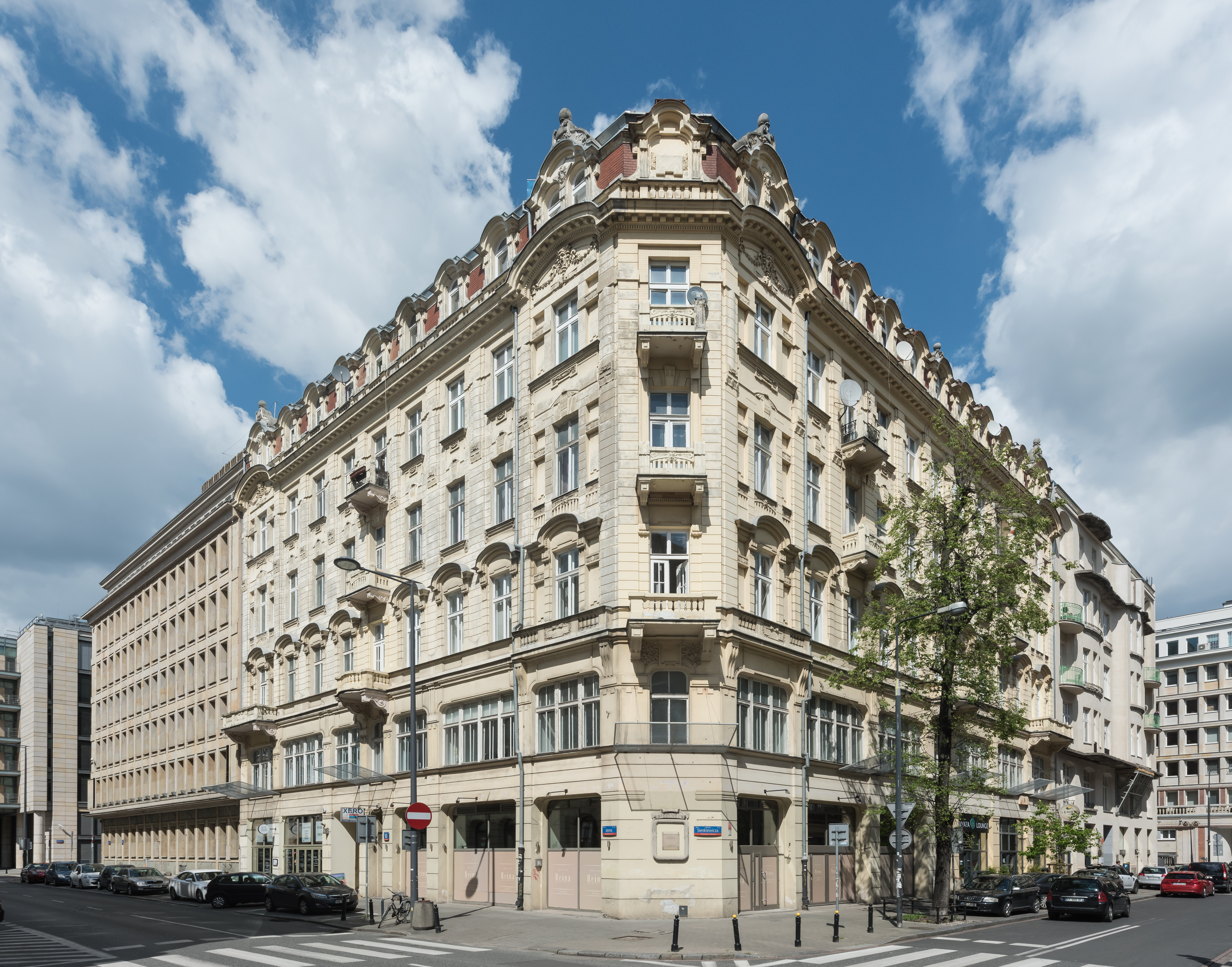
Kamienica Maksymiliana Harczyka w Warszawie przy ul. Jasnej 10 w Warszawie

Dawid Lande (ur. 6 kwietnia  lub 14 czerwca 1868 w Łodzi, zm. 10 września 1928 w Karlowych Warach) – polski architekt pochodzenia żydowskiego, czynny głównie w Łodzi, tworzący w stylu secesji.

## Życiorys
Syn Samuela i Frajdy Zand, brat Zygfryda.
W Łodzi skończył szkołę rzemieślniczą, następnie studiował w Petersburgu w Instytucie Inżynierów Cywilnych. Zanim powrócił do rodzinnego miasta, po ukończeniu studiów przez dwa lata pracował w Berlinie w biurze architektonicznym „Keyser i Grossheim”. W Łodzi założył własne biuro architektoniczne i jako jeden z pierwszych zaczął stosować w budownictwie formy secesyjne.
Został pochowany na cmentarzu żydowskim w Łodzi przy ul. Brackiej.

## Ważniejsze dzieła
Do najważniejszych dzieł Dawida Landego należą :
- 1895: Budynek przy ul. Gdańskiej (dawniej Długiej) 42
- 1894: Kamienica Mieczysława Pinkusa i Jakuba Lende przy al. Kościuszki 1
- 1896–1897: Luksusowa neorokokowa kamienica przy al. Kościuszki 21 (Kamienica Nissena Rosenbluma)
- 1897: Kamienica Dawida Sendrowicza przy ul. Piotrkowskiej 12
- 1897: Dom handlowy przy ul. Piotrkowskiej 114/116
- 1901: Kamienica Zaręby w Warszawie u zbiegu ulic Chmielnej i Zielnej, za projekt której otrzymał pierwszą nagrodę w 1899 roku
- 1900–1903: Budynek Poczty Głównej przy ul. Tuwima 38 (dawniej Przejazd), według projektu rosyjskiego architekta Michała Boczarowa[8]
- Przy ulicy Piotrkowskiej stoją jego budowle pod numerami: 12 (róg Rewolucji 1905, dawniej Południowej) – Kamienica Dawida Sendrowicza, oraz 35, 53, 56, 85, 123, 126
- Dom niemieckiego przemysłowca Reinhardta Bennicha, z czysto secesyjną dekoracją, zaprojektowany w 1903 roku
- Grand Hotel przy ul. Piotrkowskiej 72. Początkowo budynek mieścił fabrykę Ludwika Meyera. Przebudowany na hotel w 1887 roku. Drugiej przebudowy dokonano w latach 1912–1913 według projektu Hilarego Majewskiego (zmarł w 1892) i Dawida Landego.
- 1903: Kamienica Maurycego Spokornego w Warszawie u zbiegu Alej Ujazdowskich i ul. Fryderyka Chopina (nie istnieje)[5]
- ok. 1903: Kamienice przy ul. Jasnej 8 i 10 w Warszawie wzniesione dla Maksymiliana Harczyka[9]
- 1904: Willa Leona Rappaporta przy ul. Rewolucji 1905 roku
- 1905–1908: Bank Państwa w Łodzi przy al. Kościuszki 14
- 1910: Pałacyk przy ul. Gdańskiej 107
- 1923–1928: Budynek Banku Gospodarstwa Krajowego w Łodzi przy al. Kościuszki 63
- Projekt rozbudowy łódzkiej elektrowni przy ul. Targowej (przekształcenie pierwotnego projektu)